# Džing-Mej Čen
Dr. Džing-Mej Debra "Deb" Čen je izmišljena lekarka iz dugogodišnje serije Urgentni centar. Lik je tumačila Ming-Na. Prvobitno je Deb Čen ušla u seriju polovinom prve sezone kao studentkinja medicine. Pri kraju sezone, Čenova je odlučila da nije za nju zdravstvo i da će radije raditi kao istraživačica. Lik je bio odsutan više od četiri godine, a onda se vratio polovinom 6. sezone kao dr. Džing-Mej Čen. Posle pet godina, dr. Čen je ponovo otišla tokom 11. sezone. Dodavanje Ming-Na je bilo u 10. epizodi 6. sezone, a uklanjanje u 10. epizodi 11. sezone.

## Sezona 1 i Detinjstvo i mladost u Opštoj
Ona je iskusila nekoliko teških prelaza tokom godina u Opštoj bolnici. Kako je pomenuto, propatila je od krize karijere tokom početnih dana na fakultetu. Došla je polovinom prve sezone kao željna mlada studentkinja medicine spremna da uči, ali se povukla krajem sezone jer je zamalo ubila čoveka dok mu je stavljala središnji kateter u grudi. Tada je odlučila da je bolje da radi zdravstvena istraživanja nego da radi neposredno sa bolesnicima jer je shvatila da je samo zanima nauka zdravstva, a ne neposredan rad na ljudima koji su oboleli i zadobili neku telesnu povredu. Napustila je opštu i prekinula obuku.
Takođe je otkriveno da je bila veoma bogata (iako ne bogata kao Džon Karter) tokom prvih pojavljivanja pošto su joj i roditeji lekari: majka (koju je glumila Kjeu Čin, glumica koja joj je glumila majku i u filmu "Udruženje zajedničke sreće") je bila načelnica hirurgije u jednoj bolnici. U prvom pojavljivanju, nju je izgleda uplašio Džon jer je došao ranije i bio je navodno mudriji i veštiji, ali to je ubrzo pobijeno jer je prikazano da je bio predmet sprdnje i zajebancije većine zaposlenih Urgentnog centra. Uz ohrabrivanje bolničarke Hejle Adams i ona se sprdala sa Džonom. Bolničarka Adams je to uradila kad je videla kako se u početku ophodio prema Deb.

## Sezona 6
U Opštu bolnicu se vratila u 6. sezoni u epizodi "Porodične stvari" kao specijalizantkinja treće godine kad su joj roditelji kupili povratak u bolnicu velikim prilogom. Kad se vratila, ona je izrazila da bi radije da je zovu pravim imenom "Džing-Mej" iako je Karter nastavio da je iz milošte zove "Deb". Ona i Karter su nastavili svoje prijatlejstvo iako se nisu videli ni čuli 5 godina. U toj epizodi, otkriveno je da je četiri meseca po odlasku bila podstreknuta da se vrati zdravstvu kad je spasla život čoveku u metrou. Tada je shvatila da je nadarena za zdravstvo, a njenom nekadašnjem protivniku Džonu Karteru je bilo drago što je ponovo vidi. Nastavili su svoje neprijateljstvo na neko vreme dok nisu shvatili kako da sarađuju. Čenova je takođe pružila podršku Karteru kad je zamalo umro od udoba od kojih je umrla takođe nadarena studentkinja Lusi Najt, a bila je i deo skupine koja ga je suočila sa tim da je zavistan od lekova i uspešno ga je ubedila da ode u bolnicu za lečenje u Atlanti. Tokom te sezone je pokazala znake da je privlači dr. Dejv Maluči. On je isto to pokazao pa je istraživana mogućnost veze. Ipak, to se promenilo ubacivanjem bolničara sa Intenzivne nege kasnije tokom sezone kao još jedne moguće osobe za vezu.

## Sezona 7
U 7. sezoni, Džing-Mej je otkrila dr. Keri Viver da nosi dete bolničara Frenka Bejkona kad ju je ona obavestila da je kandidatkinja za glavnu specijalizantkinju dogodine. Rodila je dečaka na Božić, a pratio ju je njen dugogodišnji prijatelj Džon Karter, a posle je dala dete na usvajanje. Na kraju sezone, i ona i Karter su se prijavili za mesto glavnog specijalizanta, ali je njena prijava odbijena zbog porodiljskog odsustva. Ona se žalila na odluku pa je unapređena u glavnu specijalizantkinju u 8. sezoni. Tokom te sezone je otkriveno da je više ne privlači dr. Dejv Maluči i da im se odnos pretvorio nekako u neprijateljski.

## Sezona 8
Tokom ranijeg dela 8. sezone, Džing-Mej je bilo teško kao ovlašćenom licu Urgentnog centra. Viverova ju je pritiskala jer je teško donosila odluke. U epizodi "Što duže ostaneš", Džing-Mej i Dejvid Maluči su doneli gadnu odluku da odrade postupak pre nego što su uradili sva neophodna ispitivanja i na kraju su ubili bolesnika koji je imao naznake povezane sa Marfanovim sindromom.
Zbog te greške, i njene studentske prošlosti, rukovodstvo, dr. Robert Romano i Keri Viver, su se složili da ona podnese ostavku na mesto glavne specijalizantkinje, a Viverova je dala otkaz i Malučiju. Odbor je zaključio da zbog porodiljskog odsustva nije imala stanje odeljenske lekarke u vreme događaja i nije bila ovlašćena da donosi odluke u vezi postupka. Viverova, odeljenska lekarka u smeni, nije bila u bolnici u to vreme i nije se javljala na dojavljivač što znači da postupak nije bio odobren. Kao ishod toga, Džing-Mej je dala otkaz.
Posle praznika se Džing-Mej vratila u Opštu i porazgovarala je sa dr. Romanom o povratku na posao. Rekla je da ima i više nego dovoljno dokaza da Viverova nije nosila dojavljivač u vreme događaja jer ga je zaboravila u kupatilu kod "Dr. Magua" i tamo je bila kad su ona i Maluči radili na bolesniku. Njena nedostupnost je delimično dovela do smrti bolesnika što znači da je Viverova bila nemarna na poslu. Kako bi izbegli tužbu, u bolnici su zaposlili Džing-Mej za stalno kao odeljensku lekarku, na veliko nezadovoljstvo Viverove. Njihov odnos je posle postao u najboljem slučaju čudan, ali je dostigao vrhunac kad su jedna drugu zadivile radom i potrebom da rade drugarski dok su bili pod pritiskom rasutog okruženja Opšte.
Na kraju 8. sezone, Džing-Mej je počela da radi sa novim dr. Gregom Pratom koji ju je stalno muvao prema što je njoj bilo snishodljivo i zabavno. Bili su prisiljeni da rade zajedno kad je Urgentni centar zatvoren zbog širenja Velikih boginja.

## Sezona 9
U prvoj epizodi 9. sezone, dok su bili u karantinu zbog velikih boginja za koje je otkriveno da su boginje neke druge vrste, ona Ebi Lokharet, Džon Karter, Gregori Prat i jedan bolesnik beskućnik su proveli dve nedelje u druženju u zatvorenoj Opštoj bolnici u Čikagu. U ovoj sezoni, Džing-Mej i Prat su počeli da se zabavljaju, međutim, veza je počela da kopni jer je Prat pokazao da ga baš i ne zanima ta veza dok mu je Čenova stalno pridikovala pa su raskinuli u 10. sezoni. Tokom 9. sezone, ona se bliže sprijateljila sa Suzan Luis i Ebi Lokhart i viđene su kako se češće zajedno druže.
U ovoj sezoni je viđeno da je Džing-Mej postala manje koristan lik u seriji, a većina njenih priča se vrtela oko veze sa dr. Gregorijem Pratom. To se dešavalo sve do njene posladnje pojave u seriji.

## Sezona 10
U 10 sezoni su Džing-Mej i Greg raskinuli jako rano kad je postalo očigledno da joj se on baš i ne sviđa, a njega ne zanima da "joj se dokaže". Kasnije je otišla za Kinu jer joj je majka poginula u saobraćajnoj nesreći pa je morala da brine o bolesnom ocu. U kasnijim epizodama je viđeno da se borila sa očevom povećanom osećajnom neuravnoteženošću i nasilnim ispadima. U jednom trenutku je Čenovu otac udario i napravio joj masnicu na oku. Dok je njen i Gregor post-raskidni odnos bio zategnut (u jednoj epizodi je Džing-Mej rekla Sem Tagart da joj je žao što je propustila da bude u vezi sa Lukom Kovačem i otišla u "drugom smeru", a kasnije je dodelila zanimljive delove jednog složenog slučaja specijalizantu koji je manje iskusan i kvalifikovaniji od Prata koji je tačno znao šta ona radi, ali nije obraćao pažnju), a do kraja sezone, Čenova i Prat su se vratili u pristojan odnos do te mere da se vozila kolima sa Pratom dok je njegov bolesnik Eldžin sedeo na zadnjem sedištu. Prat je razbesneo jednog vozača koji je otvorio vatru na njihova kola. U sred rasula se epizoda završila.

## Sezona 11 i odlazak
Dok su pokušavali da izbegnu metke, kola su izmakla upravljanju i sletela u Čikašku reku, a Džing-Mej je bila ranjena u nogu, a Eldžin u vrat. Džing-Mej i Gregu Pratu je trebala velika operacije, a Eldžin je umro u kolima hitne pomoći.
Kasnije u 11. sezoni, preplavljena Džing-Mej "Deb" je napustila Opštu nakon što je novoizabrana načelnica hitnog zdravstva dr. Suzan Luis odbila da je pusti da za Badnje veče brine o ocu. Dr. Prat je otkrio da otac Čenovoj stalno traži da mu pomogne da se ubije, a ona je unezverena razmišljala da ispuni ocu želju i da mu kobnu količinu kalijuma ili lorazepama. Na kraju mu je ispunila želju i on je govoto odmah umro. Prat ju je zaštitio rekvaši hitnoj pomoći da joj je otac umro u snu. Čenova se vratila u Kinu kako bi sahranila oca i dala je Gregu na znanje da nema nameru da se skoro vraća u SAD.
Za razliku od drugih likova koji su pominjani po odlasku iz serije, za Džing-Mej nije pominjano ni gde se zaposlila ni gde je završila. Gledaoci su ostali bez daljih podataka o liku.

## Sezona 15
Tokom 15. i poslednje sezone serije Urgentni centar, u epizodi "Knjiga o Ebi", dugogodišnja bolničarka Hejle Adams je pokazala odlazećoj Ebi Lokhart ormarić gde su svi raniji lekari i zaposleni ostavili pločice sa svojim imenima sa svojih ormara. Među njima, pločica sa prezimenom "Čen" se videla.